# Sid James
Sidney James, eredeti nevén Joel Solomon Cohen (Johannesburg, Dél-afrikai Köztársaság, 1913. május 8. – Sunderland, Anglia, Egyesült Királyság, 1976. április 26.) dél-afrikai színész és komikus, aki mielőtt a népszerű Folytassa…-sorozatban lett főszereplő, angol helyzetkomédia-sorozatokban szerzett magának hírnevet.

## Ifjúsága
Joel Solomon Cohen zsidó szülők gyermekeként született, nevét később Sidney Joel Cohen-ra majd Sidney (Sid) Jamesre változtatta. Családja a Hancock utcában élt Hillbrowban, Johannesburgban. Mielőtt hivatásos színésszé vált volna, gyémántmetszőként, fodrászként, táncoktatóként dolgozott és állítólag részidős bokszoló is volt vásárokban.
Első feleségét egy hajvágó szalonban ismerte meg Kroonstadban, Orange szabadállamban. 1936. augusztus 12-én házasodott össze Berthe Sadie Delmonttal (akit „Toots”-ként ismertek), és apósa, Joseph Delmont, egy tehetős johannesburgi üzletember, vásárolt egy szalont Jamesnek. Azonban egy éven belül James bejelentette, hogy színész akar lenni, és csatlakozott a Johanessburg Repertory Playershez. Ezen keresztül szerzett állást a Dél-Afrikai Műsorszóró Vállalatnál.
Delmont és James 1940-ben váltak el James számos, más nőkkel folytatott viszonya miatt, mely motívum egész életét végigkísérte. 1943-ban feleségül vett egy táncosnőt, Meg Sergei-t, lánykori nevén Williamst (1913). Egy gyermekük született, Reine, és 1952. augusztus 17-én váltak el. 1952. augusztus 21-én házasodott össze Valerie Elizabeth Patsy Assan (1928-ban született) színésznővel, aki az Ashton művésznevet használta. Házasságuk kései éveiben egy részben James által tervezett házban éltek (Delaford Park) Iverben, Buckinghamshire-ben, mely annyira közel volt a Pinewood Studios-hoz, hogy haza tudott menni ebédelni filmforgatás idején is. Valerie-vel való házassága idején zajlott nagy nyilvánosságot kapott viszonya a szintén Folytassa…-főszereplővel, Barbara Windsorral.
A második világháború idején hadnagy lett a dél-afrikai hadsereg szórakoztató egységében, azt követően folytatta színészi karrierjét. 1946-ban szolgálati pénzjutalmából Nagy-Britanniába utazott. Mielőtt a háború után születő brit filmipar felfedezte volna, színtársulatnál dolgozott.

## Első filmek és rádiós szereplései
James két bűnügyi színdarabban lépett először színpadra (Night Beat és Black Memory) 1947-ben. 1949-ben Michael Powell és Emeric Pressburger darabjában, a The Small Back Roomban játszott.
Az első nagyobb vígjátéki szerepét a The Lavender Hill Mobban (1951) játszotta: Alfie Bass és ő hozták össze az Alec Guinness és Stanley Holloway vezette aranyrabló bandát. Még ugyanabban az évben feltűnt a Lady Godiva Rides Again-ben és a The Galloping Major-ben; 1956-ban a Quartermass 2. című sci-fi filmben egy nem komikus mellékszerepet kapott, újságírót alakított. Szintén mellékszereplő, egy tévéhirdetési producer volt Charlie Chaplin A King in New York (1957) c. filmjében.
Ezalatt 1954-ben a BBC rádióadásában kezdett dolgozni Tony Hancockkal a Hancock’s Half Hour-ban. A megformált karakterhez, aki egy kisstílű bűnöző volt, és aki általában rászedte Hancockot, saját nevét használta (hozzátéve a kitalált Balmoral második keresztnevet). Amikor tévésorozatot készítettek belőle, szerepét nagymértékben bővítették, annyira, hogy sok néző két főszereplősnek gondolta a darabot. Sid Jamesen hamarosan ugyanannyit nevettek, mint partnerén. Az utolsó évadban a show-t átnevezték szimplán Hancockra és James nem szerepelt a stáblistán. Ez a show volt az egyik legnépszerűbb komédiasorozat Nagy-Britanniában, úgy rádióban, mint televízión.

## Folytassa…
James az egyik vezető tagja lett a Folytassa-csapatnak, bár eredetileg csak Ted Rayt helyettesítette volna az 1959-es Folytassa, tanár úr!-ban (Carry On Teacher). A tervek szerint Ray lett volna a Folytassa… filmek visszatérő sztárja, őt azonban egyetlen film után kiejtették a stábból szerződéses problémái miatt (az ABC Films-hez kötötte szerződése, akik sosem foglalkoztatták). James végül 19 Folytassa… filmben játszott, így a stábnak az egyik leggyakrabban feltűnő tagja lett a filmekben.
Az általa alakított filmbeli karakterek általában nagyon hasonlítottak ahhoz a ravasz, aranyköpéseket mondó, élvhajhász londonihoz, akiről már nevezetes volt televíziós szerepei által, és gyakran Sidnek vagy Sidney-nek nevezték őket.

## Sid és Sidney
Sid Jamest olyannyira azonosították az általa játszott hasonló karakterekkel, hogy azokat gyakran szintén Sidnek, vagy Sidney-nek nevezték el. A Folytassa… filmek Sidney Fiddlerén, Sid Carterén, Sid Plummerjén, Sidney Boggle-jén és Sir Sidney Ruff-Diamondján túl ő alakította Sid Abbotot a Bless This House tévéváltozatában, és az ebből készült filmben, valamint ő volt Sids Jones, Turner, Marks, Stone és Gibson azonkívül még négy karakter, akiket egyszerűen csak Sidnek hívtak. Az általa a Hancock’s Half Hour-jában megformált Sidney Balmoral James ismét feltűnt saját sorozatában, a Citizen James-ben. Védjegyét, a „kujonkodó nevetést” gyakran felhasználta.

## Egészsége
1967-ben James Nocker őrmester szerepének eljátszására készült a Folytassa az idegenlégióban! c. filmben (Carry On Follow That Camel)-ben, azonban súlyos szívroham érte, így Phil Silvers amerikai komikus színész lépett a helyébe. Ugyanabban az évben a Folytassa, doktor!-ban (Carry On Doctor) Jamest többnyire kórházi ágyban fekve mutatták, a valóságos életében fennálló orvosi aggodalmak eredményeként.
Eközben folytatódott sikere a tévés szituációs komédiákban, ekkor már a szereposztásban vezető helyet kapott, különösen a Taxi!-ban, George and the Dragonben, Two In Cloverben és a Házi áldásban (Bless This House). 1976. április 26-án, nem sokkal a 63. születésnapja előtt ismét szívrohamot kapott a The Mating Season bemutató előadásán a Sunderland Empire színházban és a színpadon halt meg. A bemondó a függöny leeresztéséért kiáltott és orvost kért, míg a nézők (nem tudván, mi történik) nevettek, mivel az eseményeket az előadás részének hitték. Elhamvasztották, hamvait szétszórták a Golders Green Crematoriumnál.
Később azt beszélték, hogy Sid James szelleme kísértett abban az öltözőben, melyet halála estéjén használt. A komikus, Les Dawson egy ottani programja idején szerzett élménye után nem volt hajlandó ismét azon a helyen játszani. Soha nem fedte fel hogy miért, és nem volt hajlandó beszélni sem a témáról.
Sid James sorsára kitér Bryan Talbot könyve az Alice in Sunderland (2007).

## Életrajza
Cliff Goodwin Sid James: A Biography c. könyve 1995-ben jelent meg a Virgin Books kiadásában.
Részletekbe menően ír James szerencsejáték-függőségéről, és az ügynökével, Michael Sullivannel való egyezségéről, mely szerint a felesége nem tudhatta mennyi honoráriumot kapott, egy részt félretetetett a szerencsejátékokra. James mint megrögzött szerencsejátékos kifejezetten balszerencsés volt, élete során több tízezer fontot vesztett.
Az életrajz beszámol James-nek Barbara Windsor iránti megszállottságáról is, és arról, hogy ez hogyan vezetett ahhoz, hogy egy napon hazatérve az összes bútorát átrendezve találta, egy másik napon pedig az a látvány várta, hogy Windsor akkori férje, Ronnie Knight egy fejszét vágott a padlójába.

## Filmjei
- 1947: Black Memory; Eddie Clinton
- 1947: A skorpió jegyében (The October Man); névtelen járókelő
- 1949: Once a Jolly Swagman; Rowton
- 1949: A dicsőség órája (The Small Back Room); Knucksie
- 1949: Felhőkarcolók árnyékában (Give Us This Day); Murdin
- 1950: Utolsó vakáció (Last Holiday); Joe Clarence
- 1951: A Levendula-dombi csőcselék (The Lavender Hill Mob); Lackery
- 1951: Varázsdoboz (The Magic Box); őrmester
- 1952: Dicsőség a tengeren (Gift Horse); Ned Hardy
- 1952: Miss Robin Hood; Sidney
- 1953: Sárga léggömb (The Yellow Balloon); kölcsönző fiú
- 1953: Bajba jutott gentleman (Will Any Gentleman…?); Mr. Hobson
- 1954: Mélyen a szívemben (Seagulls Over Sorrento); Charlie ’Badge’ Badger tengerész
- 1954: The Belles of St. Trinian’s; Benny
- 1956: Trapéz (Trapeze); kígyóbűvölő
- 1956: Whisky, vodka, vasmacska (The Iron Petticoat); Paul
- 1956: Robin Hood kalandjai (The Adventures of Robin Hood); Henry mester
- 1957: Interpol; Joe, a bármixer
- 1957: Útibatyu (The Shiralee); Luke
- 1957: The Story of Esther Costello; Ryan
- 1957: Egy király New Yorkban (A King in New York); Johnson tévébemondó
- 1958: East End, West End; tévésorozat; Sid
- 1958: Máshol, máskor (Another Time, Another Place); Jake Klein
- 1958: A gyémánt áldozatai (The Man Inside); Franklin
- 1958: Tell Vilmos (William Tell); tévésorozat; Schaffner
- 1958: A nagy manőver ( I Was Monty’s Double); szállodaportás
- 1959: Tégy milliomossá! (Make Mine a Million); Sid Gibson
- 1959: 39 lépcsőfok (The 39 Steps); Perce
- 1959: Felfelé és lefelé (Upstairs and Downstairs); P.C. Edwards
- 1960: Folytassa, rendőr! (Carry on Constable); Frank Wilkins őrmester
- 1960: A torpedó visszalő (Watch Your Stern); Mundy fedélzetmester
- 1960: The Pure Hell of St. Trinian’s; Alphonse O’Reilly
- 1961: Folytassa, nem számít! (Carry on Regardless); Bert Handy
- 1961: A zöld sisak (The Green Helmet); Richie Launder
- 1961: Kettős ágy (Double Bunk); Sid
- 1961: Reszkessen, aki él! (What a Carve Up!); Syd Butler
- 1961: Viharos együttes (Raising the Wind); Sid
- 1961: Micsoda blöff (What a Whopper); Harry Sutton
- 1962: Folytassa a hajózást! (Carry on Cruising); Wellington Crowther kapitány
- 1963: Folytassa, taxisofőr! (Carry on Cabby); Charlie Hawkins
- 1964: Folytassa, Kleo! (Carry on Cleo); Marcus Antonius
- 1965: Folytassa, ha már otthagyta! (The Big Job); George Brain
- 1965: Folytassa, cowboy! (Carry on Cowboy); The Rumpo Kid
- 1967: Folytassa, forradalmár! (Don’t Lose Your Head); Sir Rodney Effing
- 1967: Folytassa, doktor! (Carry on Doctor); Charlie Roper
- 1968: Folytassa a Khyber-szorosban! (Carry On… Up the Khyber); Sir Sidney Ruff-Diamond
- 1969: Folytassa a kempingezést! (Carry on Camping); Sid Boggle
- 1969: Folytassa újra, doktor!  (Carry on Again Doctor); Gladstone Screwer
- 1970: Folytassa a dzsungelben!  (Carry on Up the Jungle); Bill Boosey
- 1970: Folytassa a szerelmet! (Carry on Loving); Sidney Bliss
- 1971: Folytassa, Henrik! (Carry on Henry); VIII. Henrik király
- 1971: Folytassa, amikor Önnek megfelel! (Carry on at Your Convenience); Sid Plummer
- 1972: Folytassa, főnővér! (Carry on Matron); Sid Carter
- 1972: Bless This House; mozifilm; Sid Abbot
- 1972: Folytassa külföldön! (Carry on Abroad); Vic Flange
- 1973: Folytassák, lányok! (Carry on Girls); Sidney Fidler
- 1973: Carry on Christmas; tévéfilm; különféle szerepekben
- 1974: Folytassa, Dick! (Carry on Dick); 1974); Dick Turpin
- 1975: Carry on Laughing; tévésorozat; különféle szerepekben
- 1971–1976: Házi áldás (Bless This House); tévésorozat; Sid Abbott

## Fordítás
Ez a szócikk részben vagy egészben  a   Sid James című angol Wikipédia-szócikk fordításán alapul.  Az eredeti cikk szerkesztőit annak laptörténete sorolja fel. Ez a jelzés csupán a megfogalmazás eredetét és a szerzői jogokat jelzi, nem szolgál a cikkben szereplő információk forrásmegjelöléseként.